# Ивановци Горјански
Ивановци Горјански су насељено место у саставу града Ђакова у Осјечко-барањској жупанији, Република Хрватска.

## Историја
До територијалне реорганизације у Хрватској налазили су се у саставу старе општине Ђаково.

## Становништво
На попису становништва 2011. године, Ивановци Горјански су имали 580 становника.

## Попис1991.
На попису становништва 1991. године, насељено место Ивановци Горјански је имало 845 становника, следећег националног састава:
| Попис 1991.‍  | Попис 1991.‍  | Попис 1991.‍ | Попис 1991.‍ | Попис 1991.‍ |
| ------------ | ------------ | ----------- | ----------- | ----------- |
|              |              |             |             |             |
| Хрвати       | Хрвати       |             | 767         | 90,76%      |
| Мађари       | Мађари       |             | 73          | 8,63%       |
| Македонци    | Македонци    |             | 1           | 0,11%       |
| Словаци      | Словаци      |             | 1           | 0,11%       |
| Срби         | Срби         |             | 1           | 0,11%       |
| неопредељени | неопредељени |             | 2           | 0,23%       |
| укупно: 845  |              |             |             |             |